# Diksonija
Diksonija (lat. Dicksonia), rod papratnica iz porodice diksonijevki. Pripada mu pet vrsta raširenih po neotropima, nadalje Sveta Helena, Java, Filipini, Australija, Novi Zeland, Nova Kaledonija, Pacifik.

## Vrste
1. Dicksonia amorosoana Lehnert & Coritico
2. Dicksonia antarctica Labill.
3. Dicksonia arborescens L'Hér.
4. Dicksonia archboldii Copel.
5. Dicksonia baudouinii E. Fourn.
6. Dicksonia berteriana (Colla) Hook.
7. Dicksonia blumei (Kunze) T. Moore
8. Dicksonia brackenridgei Mett.
9. Dicksonia celebica Lehnert
10. Dicksonia ceramica Lehnert
11. Dicksonia externa (C. Chr. & Skottsb.) Skottsb.
12. Dicksonia fibrosa Colenso
13. Dicksonia grandis Rosenst.
14. Dicksonia herbertii W. Hill
15. Dicksonia hieronymi Brause
16. Dicksonia karsteniana (Klotzsch) T. Moore
17. Dicksonia lanata Colenso
18. Dicksonia lanigera Holttum
19. Dicksonia lehnertiana Noben, F. Giraldo, W. D. Rodr. & A. Tejedor
20. Dicksonia mollis Holttum
21. Dicksonia munzingeri Noben & Lehnert
22. Dicksonia navarrensis Christ
23. Dicksonia perrieri Noben & Lehnert
24. Dicksonia schlechteri Brause
25. Dicksonia sciurus C. Chr.
26. Dicksonia sellowiana (C. Presl) Hook.
27. Dicksonia squarrosa (G. Forst.) Sw.
28. Dicksonia stuebelii Hieron.
29. Dicksonia thyrsopteroides Mett.
30. Dicksonia timorensis Adjie
31. Dicksonia utteridgei Lehnert & Cámara-Leret
32. Dicksonia youngiae C. Moore